# Retrat de Georgiana, Duquessa de Devonshire
Retrat de Georgiana, Duquessa de Devonshire és un quadre del pintor anglès Thomas Gainsborough de Georgiana Cavendish, Duquessa de Devonshire. Es va realitzar entre 1785 i 1787.

## Història
Durant els seus anys a la vida pública, Georgiana Cavendish, Duquessa de Devonshire, va ser pintada per Thomas Gainsborough i Joshua Reynolds.
La pintura de Gainsborough feta al voltant de 1785, té en un gran barret negre (estil que la va posar de moda, i va venir per ser sabut com el 'Gainsborough' o 'retrat' barret), ha esdevingut famsa per la seva història. Després d'haver-hi estat perdut de Chatsworth House durant molts anys, va ser descobert en el 1830s en la casa d'un ancià mestre, qui l' havia tallat la part inferior una mica per tal de poder-la ubicar pel damunt de la seva llar de foc. El 1841 el va vendre a un comerciant de fotografia per 56£, i més tard el va donar a un amic, el col·leccionista d'art Wynn Ellis. Quan Ellis va morir, la pintura es va posar a la venda a Christie a Londres el 1876, on va ser comprada pel comerciant d'art de Bond Street, William Agnew, per la suma llavors astronòmica de 10.000 guineas, al temps el preu més alt mai pagat per una pintura a subhasta. Tres setmanes més tard va ser robat de la galeria de Londres de Thomas Agnew & Sons, un robatori que fou altament comentat al temps.
No va ser fins 25 anys més tard que es va saber que el lladre havia estat el conegut "Napoleon of Crime", Adam Worth. Ell va intentar vendre el quadre per pagar la fiança per alliberar el seu germà de la presó, però el seu germà va ser alliberat sense fiança i va decidir quedarse'l i portar-lo als Estats Units. A principis de 1901, a través de l'agència de detectius  americana Agència Nacional de Detectius Pinkerton, es va negociar un retorn de la pintura al fill d'Agnew per 25,000$. El retrat i el pagament van ser intercanviats a Chicago el març de 1901, i un parell de mesos més tard la pintura va arribar a Londres i va ser posada novament en venda. El financer de Wall Street J. P. Morgan immediatament va viatjar a Anglaterra i va comprar la pintura per 150.000$.
La pintura es va quedar amb la familia  Morgan fins al 1994, quan va ser posat a la venda a Sotheby's i va ser adquirit pel 11è Duc de Devonshire per la col·lecció de Chatsworth House per 408.870$. Per tant, després de més de 200 anys, va retornar a Chatsworth.